# Mildred Baileyová
Mildred Baileyová (nar. Mildred Rinkerová; 27. února 1907 Tekoa – 12. prosince 1951 Poughkeepsie) byla americká jazzová zpěvačka indiánského původu. K jejím nejznámějším písním patří „For Sentimental Reasons“, „It’s So Peaceful in the Country“, „Doin 'The Uptown Lowdown“, „Trust in Me“, „Where Are You?“ „I Let a Song Go Out of My Heart“, „Small Fry“, „Please Be Kind“, „Darn That Dream“, „Rockin' Chair“, „Blame It on My Last Affair“ a „Says My Heart". Tři její singly se dostaly na první místo v hitparád.
Vyrůstala v rezervaci indiánského kmene Coeur d'Alene v Idahu. Když jí bylo třináct, rodina se přestěhovala do Spokane. Její mladší bratři se také stali hudebníky, přičemž její bratr Al Rinker začal vystupovat jako zpěvák s Bingem Crosbym ve Spokane a nakonec se proslavil jako člen skupiny The Rhythm Boys. Charles Rinker se stal textařem a Miles Rinker byl hráčem na klarinet a saxofon.